# オチチェル
オチチェル（モンゴル語: Öčičer、1249年- 1311年10月21日）とは、13世紀後半から14世紀初頭にかけて大元ウルスに仕えたフーシン部出身の領侯。四駿と讃えられたチンギス・カンの最側近、ボロクル・ノヤンの子孫。
『元史』などの漢文史料では月赤察児(yuèchìcháér)、『集史』などのペルシア語史料ではاوچاچار نويان(ūchāchār nūyān)と記される。

## 概要

### クビライ時代
オチチェルはチンギス・カンに仕えたボロクルの孫のシレムンと、金朝の宰相の家系に生まれた石氏の間の息子として生まれた。シレムンは若くして亡くなったため、モンゴル帝国第5代皇帝クビライは父を早くに失ったオチチェルを憐れみ、16歳の若さで召し抱えた。オチチェルは若くして所作に落ち着きがあり、受け答えも明晰であったためクビライは喜んで重用し、代々ボロクル家の人間が務める第4ケシクの長官に任じ、更に至元17年（1280年）には第1ケシク長にも任じられた。またこれと同時に、カルジンの後任として宣徽院の長である宣徽使にも任命されている。
至元26年（1289年）にはカイドゥがアルタイ山脈を越えてモンゴル高原中央部のハンガイ地方に進出し、大元ウルス側では丞相のアントン、バヤン、御史大夫のウズ・テムル（オルルク・ノヤン）らが撃退のため出陣した。この時、オチチェルは自らも出陣してカイドゥと戦いたいとクビライに申し出たが、クビライはこれを押しとどめている。翌至元27年（1290年）、朝廷ではサンガが尚書省を再設立して専権を振るっていた。サンガの横暴な振るまいを憂えた尚書平章のイェスデルはサンガを弾劾することをオチチェルに請願し、オチチェルの活動もあってサンガは至元28年（1291年）に失脚した。サンガの失脚後、その悪事を暴いた功績としてオチチェルはサンガから没収された土地・財産を与えられた。
サンガが失脚したころ、朝廷では湖広行省で畲族といった少数民族が反抗的で政情が不安定なことが問題視されており、優秀な人材が必要とされていた。 そこで湖広行省に派遣する人物としてオチチェルがハルガスンを推挙したところ、はたしてハルガスンは湖広地方を8年にわたってよく治め、湖広一帯は安定した。後にハルガスンは中央に戻って最高位の丞相に任じられており、世間はオチチェルの人をみる目の確かさを褒めたたえたという。また、至元28年（1291年）には大都周辺の水運の開発に携わり、完成した運河は「通恵河」と名付けられて官民ともに大いに用いられた。クビライはオチチェルの指導ぶりを褒めたたえ、「オチチェルが指揮を取らなかったら、これほど早くは完成しなかっただろう」と語ったという。

### カイドゥ・ウルスとの戦い
クビライの死後にオルジェイトゥ・カアン（成宗テムル）が即位すると、先代からの重臣であるオチチェルは高位の職を与えられ、大徳3年（1300年）には最高位の太師という地位を授けられた。一方、この頃アルタイ山脈方面ではカイドゥ・ウルスからの侵攻が激化しており、大徳5年（1301年）にオチチェルはモンゴル高原を統轄する晋王（ジノン）カマラの補佐のためモンゴル高原に派遣された。同年8月、カイドゥとドゥア率いる大軍団がアルタイ山脈を越えてモンゴル高原に侵攻し、これをオチチェルら大元ウルス軍が迎え撃った。大元ウルス側は全軍を5つに分け、それぞれをオチチェルやナンギャダイが率いていたが、カイドゥ軍の猛攻によってそれぞれ劣勢に陥った。オチチェル軍団はカイドゥ軍の猛攻によって劣勢に陥り、大将のオチチェル自らが鎧と矛を身につけて敵陣を陥落させるほどの激戦が繰り広げられた。最終的には前線指揮官を統べる皇族のカイシャンが陣頭指揮を執ってカイドゥ軍の攻撃を凌いだこと、またキプチャク軍団長のチョンウルがドゥア軍を敗退させたことにより、大元ウルス側はこの大侵攻を撃退することに成功した（テケリクの戦い）。
戦後、カイドゥが戦傷によって急死するとカイドゥ・ウルス内では後継者の地位を巡って内紛が起き、チャガタイ家のドゥアは単独で大元ウルスに講和を申し込んだ。カイシャンがドゥアの申し出に如何に対応すべきかオチチェルら諸王・将帥に諮ったところ、オチチェルは「ドゥアの投降を受け入れるかどうかについては、本来カアンの判断を待つべきであるが、使者の往復を待っていては1月以上かかってしまい、それでは時機を失ってしまう。一度時機を失ってしまえば、国と人民にとって大きな災いとなる。ドゥアの妻は我が一族のマウガラの妹であるので、彼を使者として派遣しドゥアの投降を許可するのがよいだろう」と進言した。諸将はみなこの意見に賛同してマウガラが派遣され、ドゥアの投降は実現した。後に事情を聞いたオルジェイトゥ・カアンは適切な判断であったとオチチェルを称賛している。大徳10年（1306年）、未だ大元ウルスに投降しないメリク・テムルらを討伐するためカイシャンはアルタイ山を越えて進撃し、オチチェルも軍を率いてこれに続いた（イルティシュ河の戦い）。オチチェルは配下の将車であるトゥマン・テムル、チャクら万人隊長を派遣し、メリク・テムル配下の部人を投降させていった。

### クルク・カアンの治世
大徳11年（1307年）、オルジェイトゥ・カアンが病死し、モンゴル高原の諸王侯の支持を受けたカイシャンがクルク・カアンとして即位した。クルク・カアンは最も信頼おける部下としてオチチェルにアルタイ方面駐屯軍の地位を委ね、和林行省右丞相の職を与えた。オチチェルは同年、旧カイドゥ・ウルスの残党であるチャパル、トゥクメらが未だ辺境の脅威となっていること、またカイドゥ・ウルスから多数の投降将兵が移住してきたことでモンゴル高原には牧地が不足していることを述べ、オチチェル自らアルタイ山を越えたジュンガル草原に駐屯しすることで残党軍を威聴し、また元々の駐屯地を投降将兵に分け与えようと進言した。オチチェルの進言を聞いたクルク・カアンは最善の策であると褒めたたえ、この政策が実行された結果チャパルらは行き場を失いついに投降するに至った。
クルク・カアンは多くの将兵の中でもオチチェルを国の元老として最も信任し、本来は皇族・附馬などにしか与えられない王号（淇陽王位）を授与し、クルク・カアンの治世を通じてオチチェルの一族は繁栄した。至大4年（1311年）、クルク・カアンが急死すると弟で皇太子のアユルバルワダ一派は政権中枢部の人材を多数処刑し、事実上のクーデターによって朝廷を掌握した。そして同年、大都の大明殿を訪れたオチチェルはアユルバルワダらから歓待されたが、直後に私邸で亡くなった。

## 子孫
『国朝文類』巻23に所収される「太師淇陽忠武王碑」によると、オチチェルの息子には淇陽王位を継いだタラカイ、マラル、太師の位を継いだアスカン、エセン・テムルらがいた。

## フーシン部ボロクル家
- ボロクル・ノヤン（Boroqul ＞博爾忽/bóĕrhū, بورقول نويان/būrqūl nūyān）
  - 千人隊長トゴン（Toγon ＞脱歓/tuōhuān,جوبوکور قوبیلایjūbūkūr qūbīlāī?）
    - シレムン（Širemün ＞失里門/shīlǐmén）
      - 淇陽王オチチェル・ノヤン（Öčičer ＞月赤察児/yuèchìcháér, اوچاچار نويان/ūchāchār nūyān）
        - 淇陽王タラカイ（Taraqai ＞塔剌海/tǎlàhǎi طرقاي جنکسانک/ṭaraqāī chīnksānk）
        - 知枢密院事マラル（Maral ＞馬剌/mǎlà）
          - テムル・エブゲン（Temür ebügen ＞鉄木児也不干/tiěmùér yěbùgān）
          - 淇陽王オルジェイ・テムル（Öljei temür ＞完者鉄木児/wánzhě tiěmùér）

        - 淇陽王太師アスカン（Asqan/Torčiyan/Waidu ＞阿思罕/āsīhǎn 脱児赤顔/tuōérchìyán 𠇗頭/wāitóu ويتو جنکسانک/wāītū chīnksānk）
        - 淇陽王エセン・テムル（Esen temür＞也先鉄木児/yĕxiāntiĕmùér）

  - 行省兵馬都元帥タガチャル（Taγačar ＞塔察児/tǎcháér）
    - 行省兵馬都元帥ベルグテイ（Belgütei ＞別里虎䚟/biélǐhŭdǎi）
      - 蒙古軍万戸ミリチャル（Miričar ＞密里察児/mìlǐcháér）
        - 江西道都元帥アルクイ（Alqui ＞阿魯灰/ālŭhuī）
          - イキレテイ（Ikiretei ＞亦乞列歹/yìqǐlièdǎi）

        - 蒙古軍万戸ベルケ・ブカ（Berke buqa ＞別里閣不花/biélǐgébùhuā）
          - 服都万戸シリベキ（Siri begi ＞昔里別吉/xīlǐbiéjí）
            - 万戸カサル（Qasar ＞合撒児/hésāér）

      - 蒙古軍万戸スルドタイ（Suldutai ＞宋都䚟/sòngdōudǎi）